# Monferran-Plavès
Monferran-Plavès ist eine französische Gemeinde mit 107 Einwohnern (Stand 1. Januar 2022) im Département Gers in der Region Okzitanien. Sie gehört zum Kanton Astarac-Gimone und zum Arrondissement Mirande. 
Sie grenzt im Nordwesten an Ornézan, im Norden an Traversères, im Nordosten an Faget-Abbatial, im Osten an Lamaguère, im Süden an Tachoires und im Südwesten an Seissan.

## Bevölkerungsentwicklung

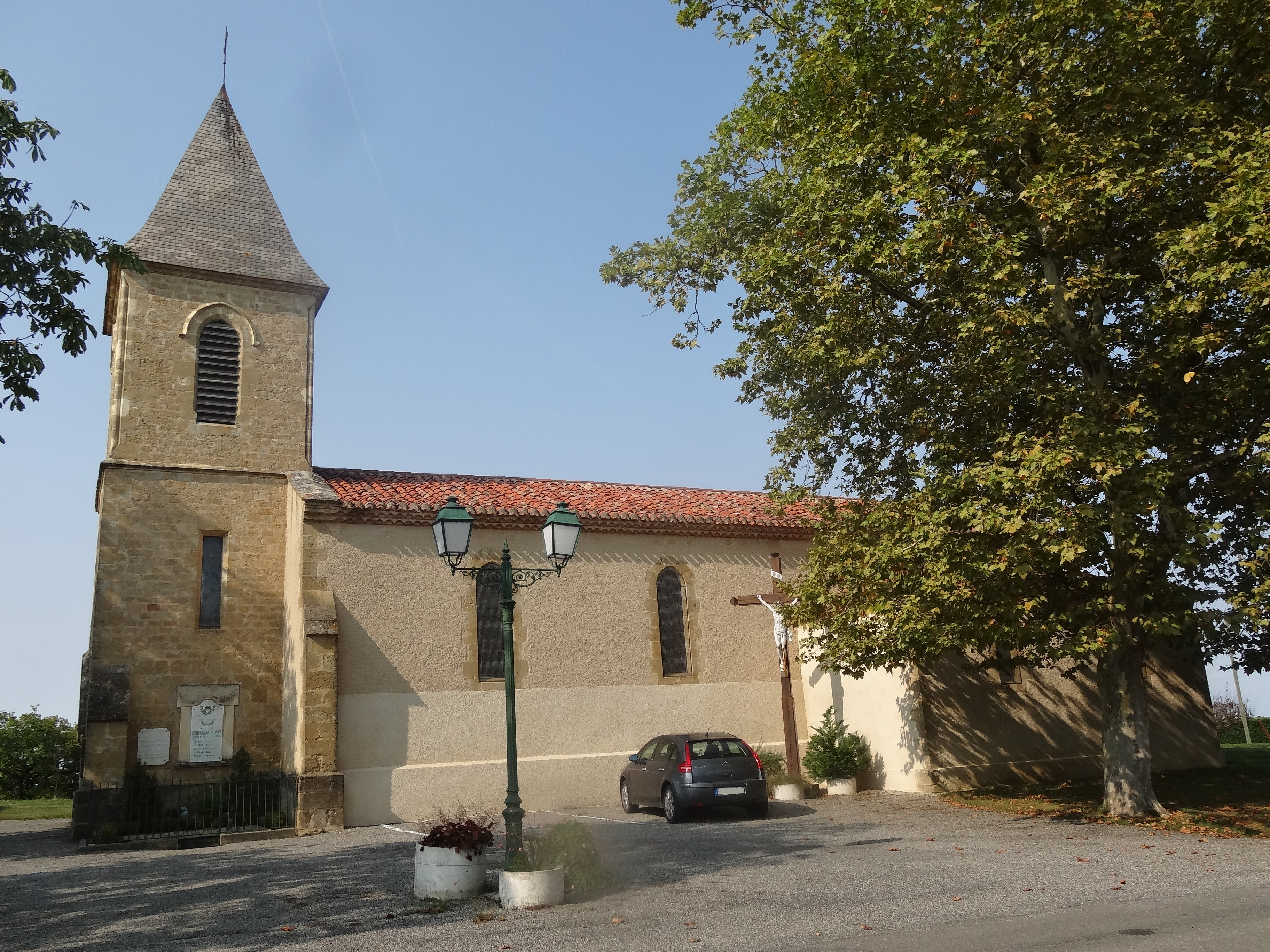
Kirche Saint-Barthélémy

| Jahr                       | 1962 | 1968 | 1975 | 1982 | 1990 | 1999 | 2008 | 2016 |
| -------------------------- | ---- | ---- | ---- | ---- | ---- | ---- | ---- | ---- |
| Einwohner                  | 158  | 131  | 110  | 111  | 119  | 111  | 126  | 123  |
| Quellen: Cassini und INSEE |      |      |      |      |      |      |      |      |